# فيتيل هوم إنوسنت
فيتيل هوم إنوسنت (‎fr‏؛ ولد في 27 مارس 1986) هو زعيم عصابة هايتي، تم إضافته إلى قائمة أكثر عشرة مطلوبين لدى مكتب التحقيقات الفيدرالي في 15 نوفمبر 2023 لدوره في عمليات اختطاف المبشرين الهايتيين عام 2021. تُقدَّر مكافأة تصل إلى 2 مليون دولار لأي معلومات تؤدي إلى القبض عليه.

## الحياة الشخصية
ولد إنوسنت في 27 مارس 1986 في هايتي. كان ناشطًا سياسيًا ويحتفظ بعلاقات مع الحركات الشعبية الهايتية. وصف نفسه في مقابلة عام على CNN عام 2024 بأنه "حلمه هو التخلص من الأوليغارشيين الذين يعيقون تقدم هايتي".

## الجرائم
إنوسنت هو قائد عصابة "كرازي باريي"، التي انضمت اعتبارًا من مايو 2024 إلى تحالف العصابات الهايتية المعروف باسم "فيف أنسام". يضم هذا التحالف أيضًا القوات الثورية لعائلة G9 وحلفائها وعصابة 400 ماوزو.
منذ يوليو 2021 على الأقل، كان لدى إنوسنت اتفاق مع جولي "يونيون" جرمين، القائد البارز لعصابة 400 ماوزو، للتعاون في منطقة كروي دي بوكيه.
في 24 أكتوبر 2023، وُجهت لإنوسنت تهمة بإصدار أمر لاختطاف زوجين أمريكيين في أكتوبر 2022، ما أسفر عن مقتل الزوجة ماري أوديت فرانكلين. في يناير 2023، قتل أربعة ضباط شرطة في بيتيونفيل. وهو متهم باختطاف المبشرين الهايتيين في عام 2021.
في 15 نوفمبر 2023، أُضيف إنوسنت إلى قائمة FBI لأكثر 10 مطلوبين، ليحل محل مايكل جيمس برات ‏، المصور المتهم بجرائم الاتجار بالبشر واستغلال الأطفال في المواد الإباحية والذي قُبض عليه في 2022. في مقابلة مع CNN في أبريل 2024، أبدى إنوسنت استعداده للدفاع عن نفسه أمام محكمة أمريكية.

## العقوبات
في 8 ديسمبر 2023، فرضت كل من الولايات المتحدة ومجلس الأمن التابع للأمم المتحدة عقوبات اقتصادية على إنوسنت. في 20 يناير 2024، فرض الاتحاد الأوروبي أيضًا عقوبات على إنوسنت.